# Ricardo Lyon
Ricardo Lyon Pérez (Valparaíso, 1863-Santiago, 5 de junio de 1932) fue un comerciante, agricultor y político conservador
chileno.

## Familia
Hijo de Santiago Lyon Santa María (1835-1912) y Gertrudis Pérez Izquierdo, fue el segundo de los 11 hijos que tuvo este matrimonio; estudió en el Seminario de Valparaíso, su ciudad natal. 
Contrajo matrimonio en París con Loreto Cousiño Goyenechea, hija del millonario industrial, político liberal y filántropo Luis Cousiño Squella y de la también multimillonaria empresaria Isidora Goyenechea Gallo. El matrimonio tuvo siete hijos: Ricardo, Isidora, Loreto (fue monja), Luz, Carmen, Benjamín y Magdalena Lyon Cousiño. Era sobrino del comerciante y político Carlos Lyon Santa María y primo del agricultor y político Arturo Lyon Peña (fue presidente de la Caja de Colonización Agrícola y director del Banco Edwards.

## Actividades comerciales
Amasó una gran fortuna que se vio incrementada con el matrimonio con Loreto Cousiño, rica heredera gracias a la cual entró en los negocios de esta familia; tanto es así, que llegó a ser vicepresidente de la Compañía Carbonífera e Industrial de Lota, que era de los Cousiño Goyenechea. 
Ocupó la presidencia de la Sociedad Nacional de Tejidos Santiago, de la Fábrica Nacional de Vidrios y del Club Hípico de Santiago, así como la dirección de la Sociedad Agrícola de Ñuble y de la Compañía de Seguros La Chilena Consolidada, fue vicepresidente de la Compañía de Seguros La Mundial y de la Compañía Minera e Industrial de Chile.  
Tuvo importantes propiedades en la capital, así, también fue dueño de los fundos Los Leones y San Luis, ambos en la comuna de Providencia, Lo Herrera en Las Condes, se dedicó a la especulación inmobiliaria y junto con su esposa Loreto Cousiño erigiría el barrio El Golf, donde se encuentra la avenida Isidora Goyenechea, bautizada en homenaje a la madre de Loreto.

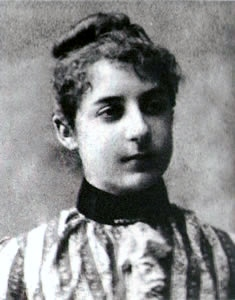
Loreto Cousiño

Los nombres de una serie de calles de la comuna de Providencia que están entre las estaciones Tobalaba y Pedro de Valdivia se deben a los deseos expresados por Ricardo Lyon cuando loteó su chacra o fundo Los Leones (por cierto, las dos esculturas de estos animales que hoy se pueden apreciar allí fueron instalados originalmente por él, quien los hizo traer desde Francia). Así, pidió que dos calles llevaran los nombre de Lota y Coronel, por las minas de carbón que comenzó a explotar en esas localidades del sur de Chile el abuelo de su esposa, Matías Cousiño; Isidorita, por su hija bautizada a su vez en honor de Isidora Goyenechea; Las Palmas, por las palmeras que tenía la chacra en su acceso lateral. En esta misma zona se encuentra la calle Ricardo Lyon.
En sus propiedades de Providencia fundó el corral Limited, donde estableció un criadero hípico para el fomento de los caballos de carrera; allí tuvo los mejores sementales del pura sangre inglesa y nació el famoso Old Boy, considerado en su época el más veloz nacido en Chile y que ganó 33 de las 36 carreras en las que participó.

## Carrera política
Ricardo Lyon militó en el Partido Conservador, en cuya representación fue elegido diputado por Ovalle, Illapel y Combarbalá (1891-1894) (formó parte de la comisión permanente de Hacienda e Industrias); más tarde fue regidor y luego alcalde de la comuna de Providencia (1909-1911, 1915, 1920-1921 y 1922-1924).

## Muerte

Retrato cabinet de Ricardo Lyon, 1888

Los restos mortales de Ricardo Lyon se encuentran en la Parroquia del Sagrado Corazón de la avenida El Bosque (Providencia), donada por Loreto Cousiño (la plaza detrás de la iglesia lleva su nombre y apellido, para difenciarla de la Plaza Loreto, también bautizada en su honor; se trata de tierras que en su época eran parte de su fundo), que está sepultada junto a él.

## Homenajes póstumos
- Una importante avenida que cruza de norte a sur las comunas de Providencia y Ñuñoa lleva su nombre.
- En el Club Hípico de Santiago, se disputa todos los años el clásico "Nacional Ricardo Lyon", para caballos de la actual generación.